# 4 Comae Berenices
4 Comae Berenices är en orange jätte  i stjärnbilden Berenikes hår. Stjärnan är av visuell magnitud +5,62 och synlig för blotta ögat vid god seeing. Den befinner sig på ett avstånd av ungefär 885 ljusår.